# P. Morisse et Cie
La Morisse è stata una azienda francese attiva dal 1898 al 1921 e dedita alla produzione di autovetture.

## Storia
Fondata il 1 ottobre 1898 nella città francese di Étampes, la compagnia "P. Morisse et Cie." era dedicata alla produzione di automobili, iniziando la produzione nel 1899.
La produzione automobilistica si fermò nel 1912.

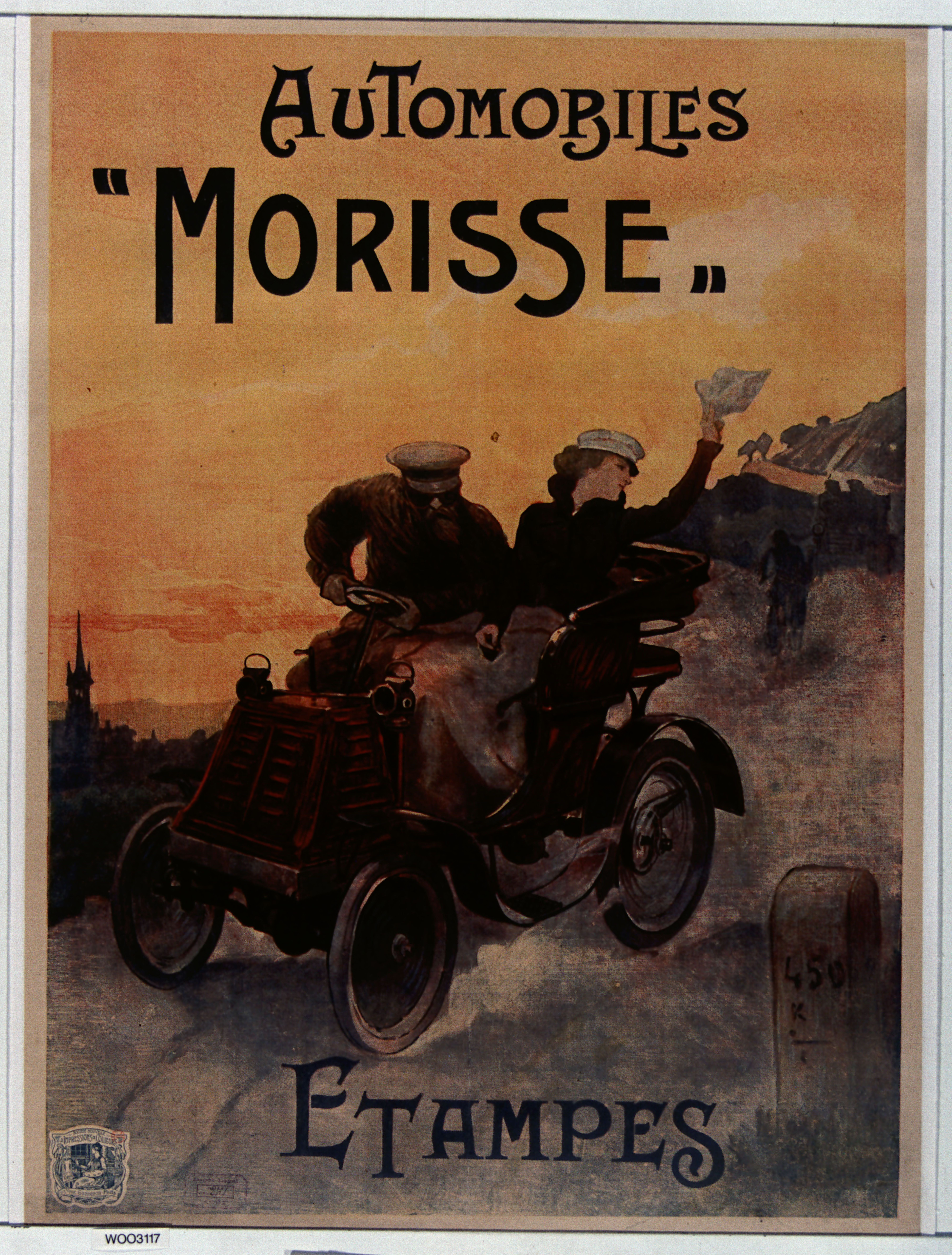
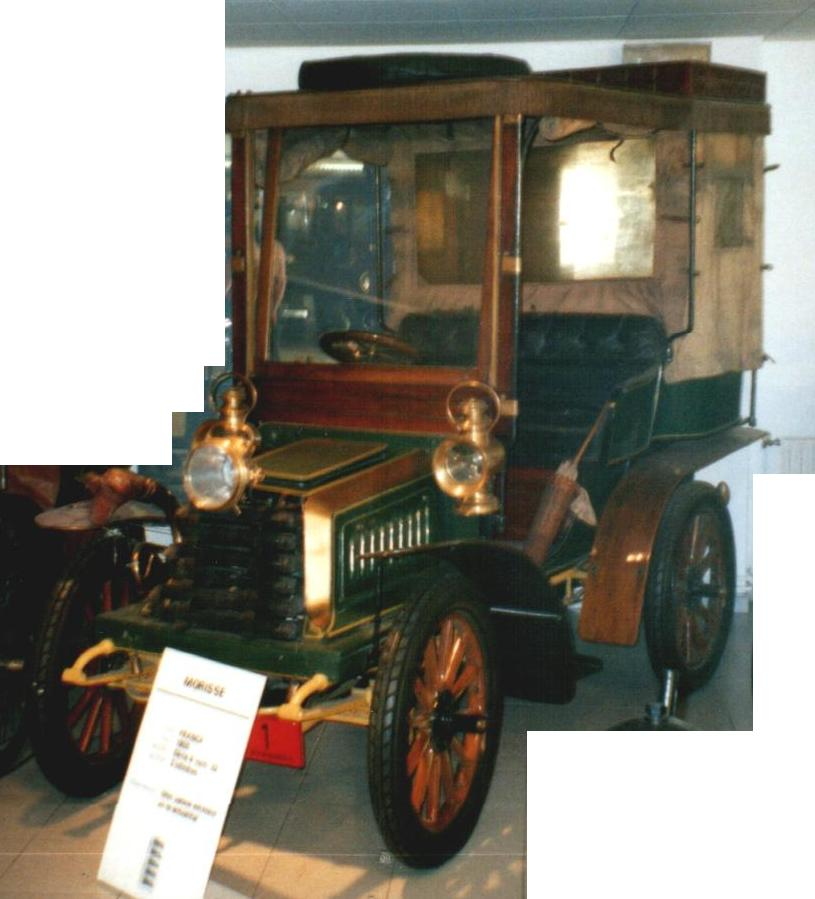
Morisse (1900